# 伏龍祠
伏龍祠（ふくりゅうし）は、滋賀県大津市伊香立にある神社である。

## 伝説
あるお城の殿様が倒した龍が祀られているとされるが、実際は農作業中に掘り出されたトウヨウゾウの頭部の化石を龍の頭蓋骨であると誤認して祀られたものである。現在頭蓋骨は滋賀県立琵琶湖博物館が所蔵している。